# Arquitectura de Tailandia

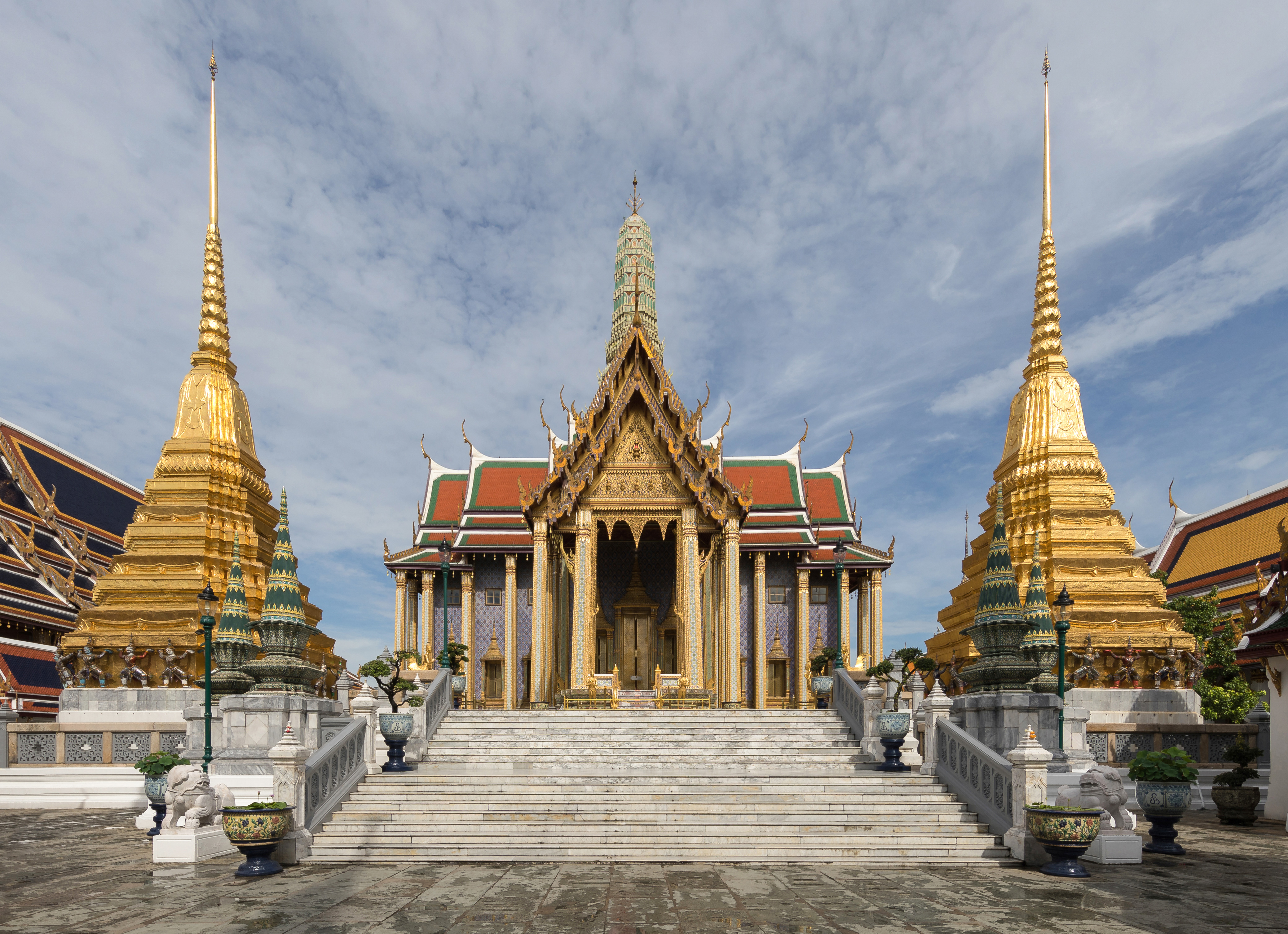
El Templo del Buda de Esmeralda, en Bangkok, es considerado el complejo budista más sagrado del país.

La arquitectura de Tailandia (en tailandés: สถาปัตยกรรมไทย) es una parte importante del legado cultural del país, y refleja tanto las adaptaciones al clima regional como la relevancia histórica que ha tenido para el culto y las comunidades locales. Influenciado por las tradiciones arquitectónicas de los países aledaños, también ha desarrollado una variación regional significativa dentro de sus edificios vernáculos y religiosos. Aunque Siam instó a identificarse como un estado modernizado, la cultura y la influencia occidentales eran «indeseables». Del mismo modo, la élite gobernante de Tailandia gravitó hacia un tipo de modernización selectiva para evitar la influencia occidental.

## Características
La arquitectura de los templos y palacios tailandeses se fundamenta en los colores brillantes, la ornamentación detallada y el uso de techos amplios y empinados a varios niveles. El techo es uno de los atributos más característicos, y se distingue por las decoraciones en el tapacán; habitualmente se presenta a dos aguas, mientras que el tejado a cuatro aguas solía estar reservado para los edificios de la realiza. Combina influencias procedentes de la India, Camboya, Birmania y China, pero con tipologías propias que han evolucionado a nivel regional. La evolución del estilo arquitectónico tailandés viene definido por tres factores: la adaptación a los entornos naturales, las creencias religiosas y la asimilación de la cultura extranjera, ya sea de manera directa o indirecta.

### Arquitectura secular

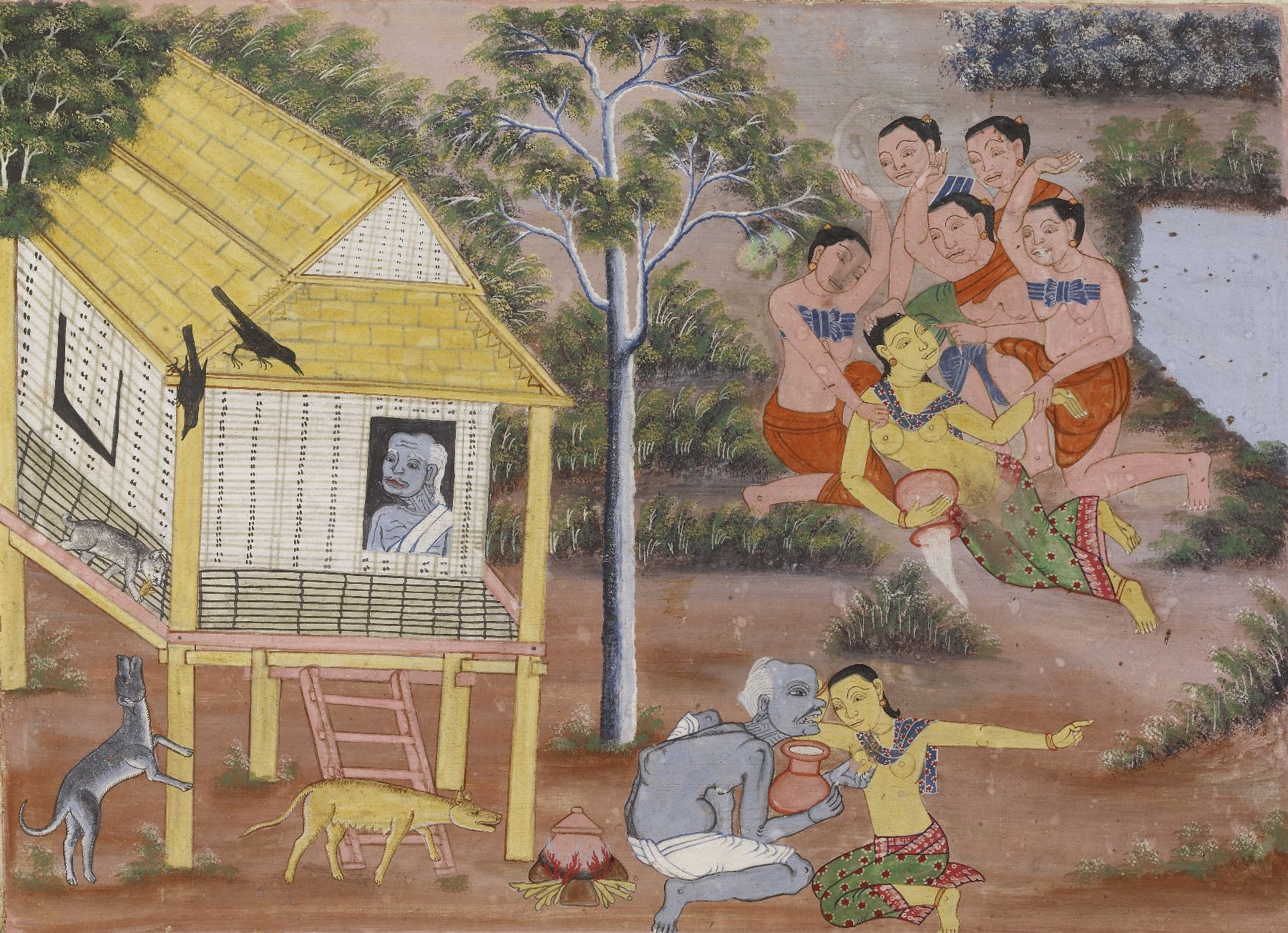
Una escena del capítulo cinco del Vessantara Jātaka, donde se muestra una casa antigua tailandesa sobre postes.

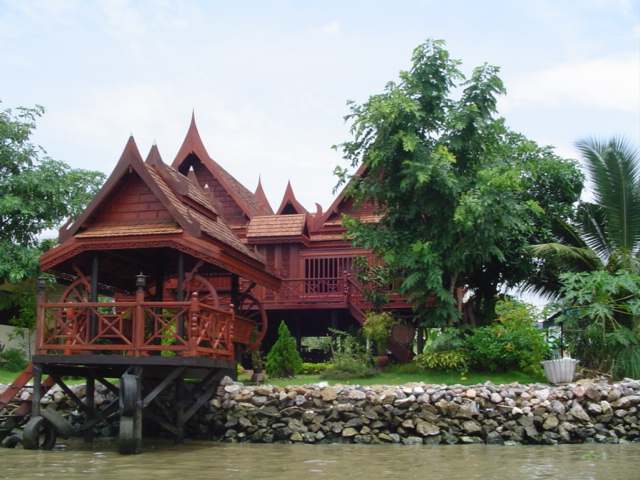
Una residencia de estilo tradicional de madera.

La arquitectura ha jugado un papel importante en la sociedad tailandesa, pues era un medio para conectar a los diferentes habitantes de los poblados. Por ello, era común que las casas contaran con salas abiertas y terrazas y pasillos que las interconectaban. Al desarrollarse el país como una sociedad agrícola, la vivienda no era grande y generalmente se encontraba en las tierras bajas cerca de los cursos de agua. Las casas se construyeron principalmente sobre postes altos y mediante materiales locales que se encontraban en los alrededores.
Las residencias en Tailandia se diferenciaban en dos tipos, según iban destinadas para plebeyos o para la clase alta. Las primeras se caracterizaban por usar materiales perecederos, como el bambú, las hojas de palmera o el ratán. Estos hogares eran llamados pook, que significa «atar», porque los constructores empleaban una tira de mimbre o bambú para unir toda la estructura. En contraste, los edificios de las personas de mayor estatus presentaban materiales resistentes, como la madera de teca. Desde el período de Ayutthaya unas reglas feudales regían el estilo de construcción de las residencias, con algunos elementos —como una cámara dedicada a Buda— exclusivos para las personas de alto rango social.
Las casas balsas fueron otro tipo de hogar —actualmente en desuso— donde residieron comerciantes y pescadores en las llanuras aluviales del centro del país. Esta clase de estructura presentaba beneficios como la mayor movilidad y la protección contra las inundaciones. En el pasado, los ríos y canales eran uno de los medios de transporte más habituales para personas y mercancías. Pese a que durante el reinado de Rama V la presencia de canales fue muy abundante, solo restan una modesta cantidad en provincias como Uthai Thani.

### Arquitectura religiosa y palaciega
El budismo, con un 94,6 % de adeptos, es la religión mayoritaria de Tailandia. Hay alrededor de 4000 wats —templos— en el país, que consisten en recintos de gran tamaño que suelen contener chedi —estupas—, una sala de ofrendas, vihara —espacios dedicados a la oración con imágenes de Buda— y la sala de ordenación de monjes llamada ubosot.
El complejo de un templo está formado por diferentes patios que forman capas; los muros que rodean el ubosot, la zona más sagrada, constituyen el área central. Los claustros más importantes suelen estar pavimentados, mientras que en edificios más humildes los patios se cubren de tierra o gravilla. Mientras que los muros exteriores miden unos 3 m de alto, los interiores no superan los 1.2 m de altura. Los exteriores comúnmente están encalados y pueden presentar unos balaustres rematados por capiteles de varios niveles. Tanto para palacios como templos, es común que las puertas y ventanas se encuentren decoradas —ya sea con tallas de madera, trabajos de laca y oro y mosaicos de vidrio— como una manera de «alejar a los malos espíritus». Adicionalmente se colocan estatuas de demonios guardianes y guerreros para mayor protección. Otro atributo típico es la rica ornamentación de los aleros una vez finalizado el período Sukhothai —un peristilo soportaba los aleros—, donde abundan tallas con figuras de seres mitológicos.